# Dinocarsis
Dinocarsis is een geslacht van vliesvleugeligen uit de familie Encyrtidae. De wetenschappelijke naam van dit geslacht is voor het eerst geldig gepubliceerd in 1856 door Förster.

## Soorten
Het geslacht Dinocarsis omvat de volgende soorten:
- Dinocarsis albomaculata Myartseva, 1982
- Dinocarsis hemiptera (Dalman, 1820)
- Dinocarsis hofferi Graham, 1966